# Піщане (Курська область)
Піщане (рос. Песчаное) — село в Біловському районі Курської області Російської Федерації.
Населення становить 884 особи. Входить до складу муніципального утворення Піщанська сільрада.

## Відомі люди
Бережна Cвітлана Вікторівна - доктор філософських наук, професор, проректор з наукової, інноваційної і міжнародної діяльності Харківського національного педагогічного університету імені Г.С. Сковороди.

## Історія
Населений пункт розташований на території українського етнічного та культурного краю Східна Слобожанщина.
Від 2004 року входить до складу муніципального утворення Піщанська сільрада.

## Населення
| 2002 | 2010  | 2012 | 2013  | 2014 | 2015 | 2016 |
| ---- | ----- | ---- | ----- | ---- | ---- | ---- |
| 1168 | ↘1028 | ↘987 | ↗1005 | ↘987 | ↘968 | ↘951 |
| 2017 | 2018  | 2019 | 2020  | 2021 |      |      |
| ↘928 | ↘906  | ↘892 | ↘881  | ↗884 |      |      |